# Polana ordinaria
Polana ordinaria är en insektsart som beskrevs av Freytag 2007. Polana ordinaria ingår i släktet Polana och familjen dvärgstritar. Inga underarter finns listade i Catalogue of Life.